# Tugela (rzeka)

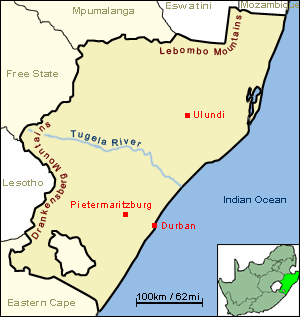
Rzeka Tugela na mapie prowincji Natal

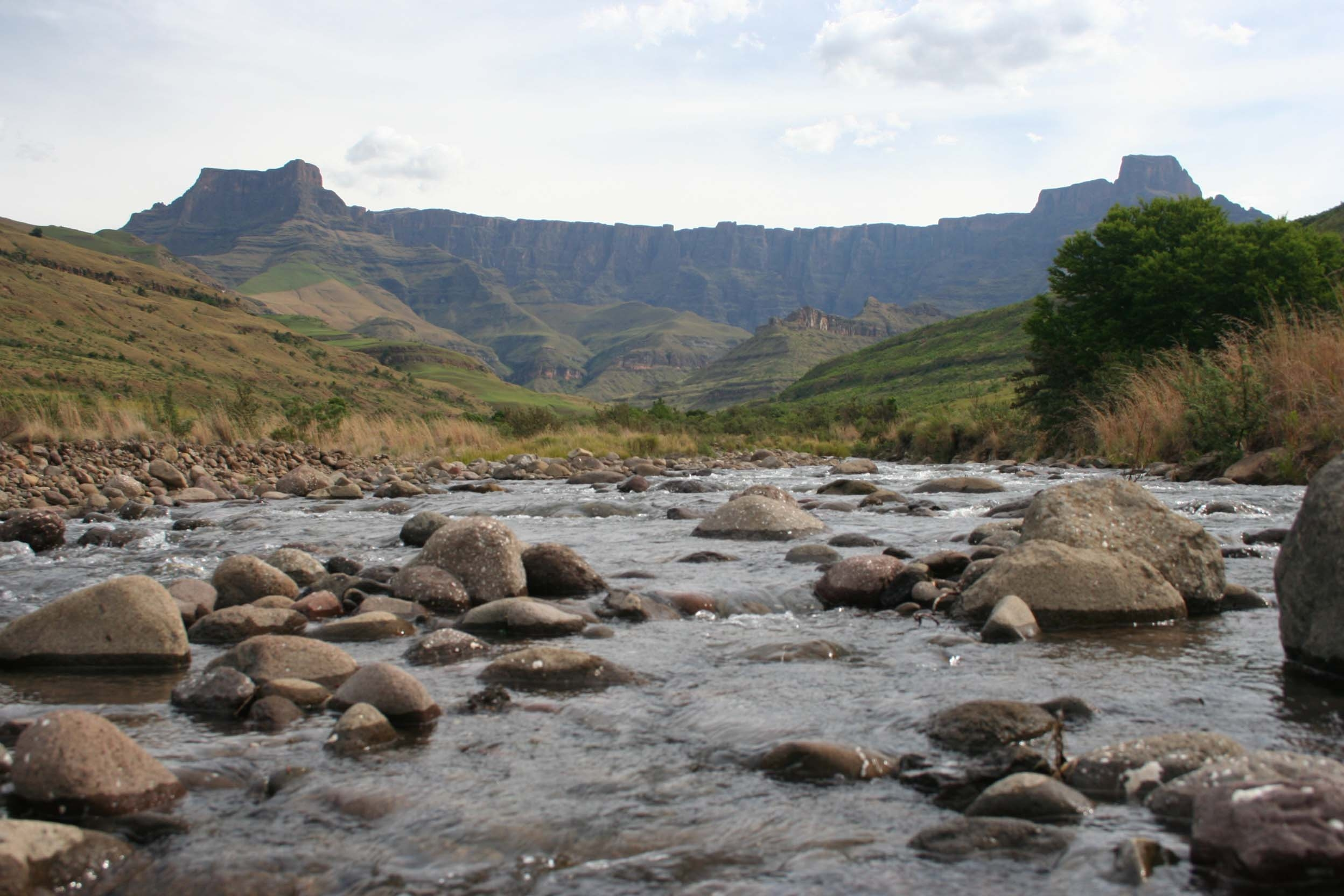
Rzeka Tugela, w tle wzgórze Amfiteatr w Górach Smoczych

Tugela – rzeka w Afryce południowo-wschodniej, wypływająca z Gór Smoczych. Źródła na wysokości ok. 3050 m n.p.m. na płaskowyżu Mont-aux-Sources. Przepływa przez prowincję KwaZulu-Natal (Południowa Afryka), będąc jej największą rzeką. W górnym biegu rzeki znajduje się najwyższy wodospad Afryki i drugi co do wielkości wodospad świata, Tugela (948 m wysokości). W tym miejscu rzeka opuszcza Amfiteatr i Góry Smocze. Płynie na wschód przez Bergville i Colenso. Uchodzi do Oceanu Indyjskiego na północ od Durbanu.
Długość rzeki wynosi 520 km, zlewisko ma powierzchnię 29.100 km²

## Dopływy
Tugela ma wiele dopływów, wypływających z Gór Smoczych. Największym jest Mzinyathi (ang. Buffalo River). Poza tym są to: Mała Tugela (Little Tugela River), Klip (Klip River), Mooi (Mooi River), Krwawa Rzeka (Blood River), Niedzielna Rzeka (Sundays River), Ingagani (Ingagani River) i Rzeka Buszmenów (Bushman River.

## Historia
Pierwszym Europejczykiem, który odwiedził ujście Tugeli był Vasco da Gama w dniu 28 grudnia 1497 r. Jeden z przylądków w jego pobliżu nazwał Ponta da Pescaria, z powodu obfitości ryb. Portugalscy rozbitkowie ze statku São Bento osiągnęli rzekę 1 czerwca 1554 r., a jeden z nich Fernão Alvares Cabral utonął w trakcie forsowania rzeki.
8 km w górę rzeki od jej ujścia, w pobliżu mostu John Rossa (John Ross bridge) znajduje się miejsce historycznej wioski Zulusów Ndondakusuka. W 1838 r. Robert Biggar i John Cane zginęli tu w bitwie nad Tugelą. W 1856 r. miała miejsce bitwa pod Ndondakusuka, w której Cetshwayo syn Mpande pokonał swego brata Mbuyaza.
Około 10 km w górę rzeki od ujścia znajdują się dwa forty Fort Pearson i Fort Tenedos, zbudowane przez Brytyjczyków w 1879 r., w czasie wojny brytyjsko-zuluskiej dla ochrony brodów. W pobliżu Fort Pearson rośnie drzewo figowe, zwane Ultimatum Tree, pod którym 11 grudnia 1878 r. Brytyjczycy przekazali wodzom Cetshwaya ultimatum dające pretekst do rozpoczęcia wojny.
15 grudnia 1899 r., w czasie II wojny burskiej, nad Tugelą miała miejsce bitwa pod Colenso.